# An Unearthly Child
An Unearthly Child (de vegades anomenat 100.000 BC) és el primer serial de la sèrie de televisió britànica de ciència-ficció Doctor Who. Es va emetre per primera vegada a la BBC TV en forma de quatre episodis setmanals, del 23 de novembre al 14 de desembre de 1963. Amb guió de l'escriptor australià Anthony Coburn, la sèrie presenta William Hartnell com el Primer Doctor i els seus companys originals: Carole Ann Ford com la néta del doctor, Susan Foreman, amb Jacqueline Hill i William Russell com els professors d'escola Barbara Wright i Ian Chesterton. El primer episodi tracta sobre el descobriment de l'Ian i la Bàrbara del Doctor i la seva nau espacial temporal TARDIS en un dipòsit de ferralla del Londres contemporani. La resta d'episodis es desenvolupen enmig d'una lluita de poder entre faccions en guerra de l'edat de pedra que han perdut el secret de fer foc.
L'espectacle va ser creat per omplir un buit entre la programació infantil i juvenil. El productor canadenc Sydney Newman, llavors recentment nomenat cap de drama a la BBC, va ser l'encarregat de crear l'espectacle, amb grans contribucions de Donald Wilson i C. E. Webber. Newman va concebre la idea de la TARDIS, així com el personatge central del Doctor. La producció va ser dirigida per Verity Lambert, la primera dona productora del departament de drama de la BBC, i la sèrie va ser dirigida per Waris Hussein. Després de diversos retards, el primer episodi es va gravar el setembre de 1963 en una cinta de vídeo en blanc i negre de 405 línies, però es va tornar a gravar el mes següent a causa de diversos errors tècnics i de rendiment. Es van fer diversos canvis en el vestuari, els efectes, les actuacions i els guions de l'espectacle al llarg de la producció.
L'estrena del programa va quedar eclipsada per l'assassinat del president estatunidenc John F. Kennedy el dia anterior, donant lloc a una repetició del primer episodi la setmana següent. La sèrie va rebre crítiques diverses i els quatre episodis van atreure una mitjana de sis milions d'espectadors. Les revisions retrospectives de la sèrie són favorables. Més tard va rebre diverses adaptacions impreses i edicions domèstiques.

## Argument
A l'escola Coal Hill, els professors Ian Chesterton i Barbara Wright estan preocupats per l'alumna Susan Foreman, que té una visió extraterrestre d'Anglaterra. Quan els professors visiten a la seva adreça per investigar, hi troben una cabina de policia i escolten la veu de Susan a dins, quan arriba un home gran que es nega a deixar que els professors entrin a la cabina de policia. Forcen la seva entrada per trobar la Susan dins d'una sala de control tecnològicament avançada que és més gran que l'exterior de la cabina de policia. La Susan explica que l'objecte és una màquina del temps i l'espai anomenada TARDIS i el vell és el seu avi, que revela que ell i la seva néta són exiliats del seu propi planeta. Negant-se a deixar marxar en Ian i Barbara, posa el TARDIS en vol i la nau en desplaça en el temps i l'espai fins a l'edat de pedra.
En Za, el líder d'una tribu primitiva paleolítica, intenta fer foc. Una jove anomenada Hur l'adverteix que si no ho aconsegueix, el desconegut anomenat Kal serà nomenat líder. Després de sortir del TARDIS, l'ancià sense nom, a qui en Ian i la Bàrbara es refereixen com "el Doctor", és emboscat per en Kal, quan el veu encendre uns llumins. En Kal torna a portar el Doctor a la tribu i amenaça de matar-lo si no fa foc; Ian, Barbara i Susan intervenen, però el grup és empresonat en una gran cova. Amb l'ajuda de l'Old Mother (Mare Vella), que creu que el foc portarà la mort a la tribu, escapen de l'assentament però són interceptats i capturats altra vegada abans d'arribar al TARDIS. En Kal diu que seran sacrificats si no fan foc. Mentre en Ian intenta encendre'l, en Kal entra a la cova i ataca en Za, però mor. Ian dona una torxa encesa a en Za, que la mostra a la tribu i es declara líder. La Susan s'adona que col·locant una calavera sobre una torxa encesa la fa semblar viva; quan la tribu entra a la cova, s'enfronten a diverses calaveres en flames, i estan aterrits, cosa que permet al grup fugir a la TARDIS i escapar a través del temps i l'espai cap a un bosc silenciós i desconegut. Quan surten de la nau per investigar, no s'adonen que el mesurador de radiació puja a "Perill".

## Producció

### Concepció

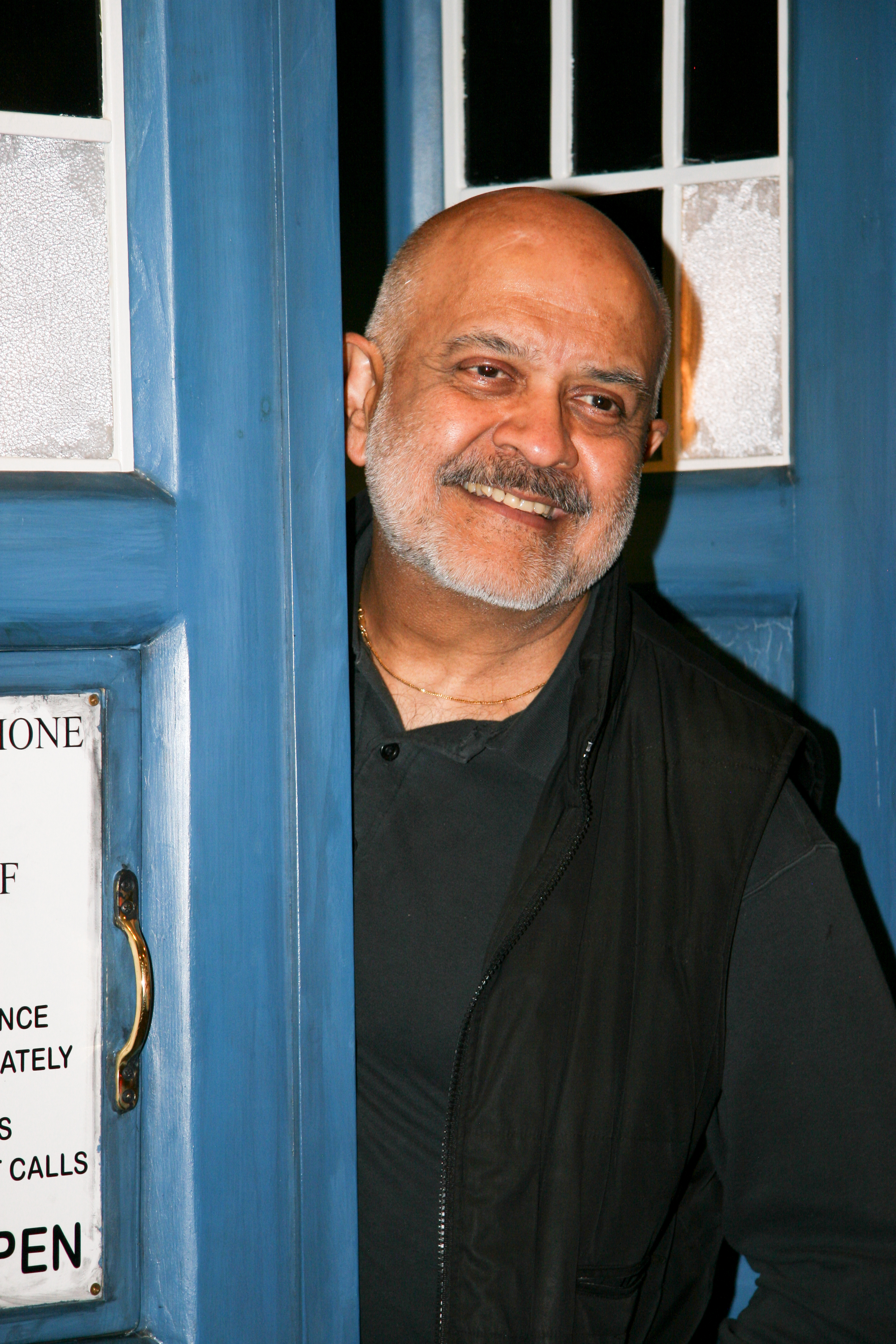
An Unearthly Child va ser dirigit per Waris Hussein (a la foto el 2011).

El març de 1963, el controlador de programes de BBC Television, Donald Baverstock, va informar al cap de Drama Sydney Newman d'un buit en l'horari els dissabtes al vespre entre la mostra esportiva Grandstand i el programa de música pop Juke Box Jury. Baverstock va pensar que el programa hauria d'atraure a tres públics: nens que abans havien estat acostumats a veure televisió durant la franja horària, el públic adolescent de Juke Box Jury i el públic adult aficionat a l'esport de Grandstand. Newman va decidir que un programa de ciència-ficció hauria d'omplir el buit. El cap del departament de guió , Donald Wilson, i l'escriptor CE Webber, van contribuir molt al format del programa, i van coescriure el primer document de format del programa amb Newman; aquest últim va concebre la idea d'una màquina del temps més gran per dins que per fora, així com el personatge central del misteriós "Doctor", i el nom de Doctor Who. La producció es va iniciar uns mesos més tard i es va lliurar a la productora Verity Lambert —la primera productora femenina de la BBC— i l'editor d'històries David Whitaker per supervisar, després d'un breu període en què el programa havia estat gestionat per un productor "cuidador", Rex Tucker.

### Repartiment i personatges
En els documents de producció originals de Webber, el personatge del Doctor (anomenat "Dr. Who") era un personatge sospitós i maligne que odiava els científics i els inventors, i tenia una intenció secreta de destruir o anul·lar el futur; Newman va rebutjar aquesta idea, desitjant que el personatge fos una figura paterna. Tucker va oferir el paper del Doctor a Hugh David; després d'haver passat un any treballant a Knight Errant Limited i sense voler estar lligat a una altra sèrie, David va rebutjar el paper. Tucker va imaginar un jove actor per interpretar el Doctor amb maquillatge antic; tanmateix, Lambert es va inclinar per un actor més gran per evitar el temps de preparació i afegir autenticitat al paper. El paper va ser rebutjat pels actors Leslie French, Cyril Cusack, Alan Webb i Geoffrey Bayldon; Cusack i Webb es van mostrar reticents a treballar durant un any en una sèrie, mentre que Bayldon volia evitar un altre paper de "vell". Lambert i el director Waris Hussein van convidar William Hartnell a interpretar el paper; després de diverses discussions, Hartnell va acceptar, veient-ho com una oportunitat per portar la seva carrera en una nova direcció.

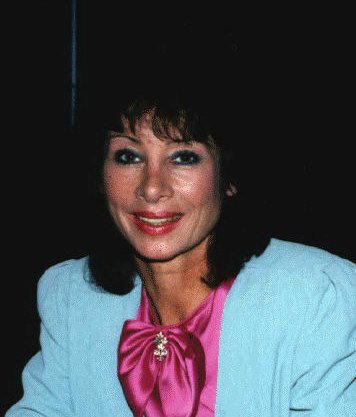
Carole Ann Ford (a la foto el 1986) va ser escollida per interpretar la néta del Doctor Susan Foreman.

La companya del Doctor originalment es deia Bridget o "Biddy", una noia de 15 anys amb ganes de viure. Els seus professors van ser la senyoreta Lola McGovern, una dona tímida de 24 anys capaç d'un coratge sobtat, i Cliff, un home "físicament perfecte, fort i valent". Bridget va ser rebatejada com a Suzan/Suzanne Foreman, més tard es va canviar a Susan, i l'escriptor Anthony Coburn la va convertir en la néta del Doctor per evitar qualsevol possibilitat d'incorrecció sexual implícita en tenir una noia jove viatjant amb un home gran; Newman es mostrava reticent a la idea, ja que volia que el personatge tingués ingenuïtat humana. La senyoreta McGovern més tard es va convertir en professora d'història, la senyoreta Canning, i el nom de naixement de Susan es va convertir breument en "Findooclare". Quan es va escriure la bíblia de l'espectacle, els dos professors van passar a anomenar-se Ian Chesterton i Barbara Wright. Chesterton era molt més violent en els esborranys anteriors del guió. William Russell va ser escollit per interpretar Ian, sent l'únic actor considerat per Lambert per fer-ho. Tucker va fer audicions per als papers de Susan i Barbara el 25 de juny de 1963; les actrius Christa Bergmann, Anne Castaldini, Maureen Crombie, Heather Fleming, Camilla Hasse, Waveney Lee, Anna Palk i Anneke Wills van ser considerades per al paper de Susan, mentre que Sally Home, Phyllida Law i Penelope Lee van ser considerades per al de Barbara. Després de la sortida de Tucker de la producció, Lambert va estar en converses amb l'actriu Jacqueline Lenya per interpretar Susan, però finalment el paper es va donar a Carole Ann Ford, una jove de 23 anys que normalment interpretava papers més joves. L'amiga de Lambert, Jacqueline Hill, va ser escollida per interpretar a Bàrbara.

### Escriptura
Originalment, el programa estava pensat per començar amb una sèrie titulada The Giants, escrita per Webber, però va ser descartada el juny de 1963 perquè els requisits tècnics de la història, que implicava que els personatges principals es reduïssin dràsticament de mida, estaven més enllà de les seves capacitats, i la història en si no tenia l'impacte necessari per a un teloner. A causa de la manca de guions preparats per a la producció, la segona sèrie sense títol de Coburn es va convertir en la primera en ordre d'execució. El canvi d'ordre va obligar a reescriure l'episodi inicial del guió de Coburn per incloure alguns elements introductoris del guió de Webber per al primer episodi de The Giants. Coburn també va fer diverses contribucions originals significatives a l'episodi inicial, sobretot que la màquina del temps del Doctor hauria de semblar-se a una cabina de policia, una idea que va concebre després de veure una cabina de policia real mentre caminava a prop de la seva oficina.

### Rodatge
El programa va romandre sense nom l'abril de 1963, simplement anomenat The Saturday Serial. Es va programar provisionalment que comencés a gravar el 5 de juliol, per emetre's el 27 de juliol, però es va retardar. El 19 de juliol estava previst que comencés el rodatge d'una gravació pilot; si tenia èxit, es podria emetre el 24 d'agost. Més tard, la producció es va ajornar dues setmanes més mentre es preparaven els guions, i la gravació del 19 de juliol es va reprogramar com a sessió de prova de l'efecte de desmaterialització del TARDIS. La data d'emissió inicial del programa es va ajornar al 9 de novembre, amb l'enregistrament pilot programat per al 27 de setembre i els episodis habituals fets a partir del 18 d'octubre; la data d'emissió aviat es va retrocedir al 16 de novembre, a causa de la cobertura d'atletisme de la BBC al juliol que va fer retrocedir les transmissions de dissabtes posteriors una setmana, i més tard al 23 de novembre. El programa va rebre un pressupost de 2.300 £ per episodi (equivalent a 60.800 £ el 2023), amb 500 £ addicionals per a la construcció del TARDIS (equivalents a 13.200 £ el 2023).
Tucker va ser seleccionat originalment com a director de la sèrie, però la tasca va ser assignada a Hussein després de la sortida de Tucker de la producció. Algunes de les insercions pre-filmades per a la sèrie, rodades als Ealing Studios al setembre i octubre de 1963, van ser dirigides per l'assistent de producció de Hussein, Douglas Camfield. La primera versió de l'episodi inicial es va gravar als estudis Lime Grove la nit del 27 de setembre de 1963, després d'una setmana d'assajos. No obstant això, l'enregistrament estava plagat d'errors tècnics, com ara les portes que condueixen a la sala de control de TARDIS no es tancaven correctament. Després de veure l'episodi, Newman va ordenar que es tornés a muntar. Durant les setmanes entre les dues gravacions, es van fer canvis en el vestuari, els efectes, les actuacions i els guions. El segon intent de l'episodi inicial es va gravar el 18 d'octubre, i els tres episodis següents es van gravar setmanalment del 25 d'octubre al 8 de novembre. La gravació dels cinc episodis (inclòs el pilot) va costar un total de 13.693 £, que Lambert va assenyalar que estava dins del pressupost del programa.

## Temes i anàlisi
L'estudiós Mark Bould parla de com la sèrie estableix les posicions sociopolítiques de Doctor Who en el seu assaig de 2008 "Science Fiction Television in the United Kingdom". Escriu: "La història representa la separació/reunió, captura/evasió, persecució/evasió que dominarà els propers vint-i-sis anys, així com la defensa constant del programa del liberalisme polític i social de la BBC". Cita l'intent d'Ian i Barbara d'ensenyar a una dona de les cavernes la bondat, l'amistat i la democràcia, escrivint "un tirà no és tan fort com tota la tribu actuant col·lectivament". L'estudiós John R. Cook va reflexionar l'any 1999 que la presència dels professors com a acompanyants fa ressò de la missió educativa original de Doctor Who. Malcolm Peltu de New Scientist va assenyalar, el 1982, que el serial es va ambientar a l'edat de pedra perquè la intenció original de l'espectacle era "donar vida a la història de la Terra".
Lawrence Miles i Tat Wood raonen que el focus dels homes de les cavernes en el foc està pensat per substituir tota la tecnologia, vinculant així els tres últims episodis amb les qüestions del canvi generacional plantejades pel primer episodi i el seu enfocament en la sospita dels nens, vinculant-ho a una discussió sobre el progrés tecnològic, inclosa la bomba nuclear. També argumenten que, contràriament a la tendència a tractar la història com una introducció d'un episodi a la sèrie seguida de "tres episodis de córrer i escapar", que la peça s'ha de considerar com un tot únic i dramàtic que es tracta de "fer que quatre persones que amb prou feines es coneixen aprenguin a confiar les unes en les altres".

## Recepció

### Emissió i classificacions
| Episodi | Títol                | Durada | Data d'emissió original | Espectadors RU (milions) | Índex d'apreciació |
| ------- | -------------------- | ------ | ----------------------- | ------------------------ | ------------------ |
| 1       | «An Unearthly Child» | 23:24  | 23 de novembre de 1963  | 4.4                      | 63                 |
| 2       | «The Cave of Skulls» | 24:26  | 30 de novembre de 1963  | 5.9                      | 59                 |
| 3       | «The Forest of Fear» | 23:38  | 7 de desembre de 1963   | 6.9                      | 56                 |
| 4       | «The Firemaker»      | 24:22  | 14 de desembre de 1963  | 6.4                      | 55                 |

El primer episodi es va emetre a les 5:16:20 p.m. el dissabte 23 de novembre de 1963. L'Assassinat del President dels Estats Units John F. Kennedy el dia anterior va eclipsar el llançament de la sèrie; com a resultat, el primer episodi es va repetir una setmana més tard, el 30 de novembre, abans del segon episodi. El primer episodi va ser vist per 4,4 milions d'espectadors (el 9,1% de l'audiència), i va rebre una puntuació de 63 a l'índex d'apreciació; la repetició del primer episodi va arribar a una audiència més gran de sis milions d'espectadors. Al llarg dels seus quatre episodis, An Unearthly Child  va ser vist per una mitjana de 6 milions (el 12,3% dels espectadors potencials). Els episodis 2-4 van aconseguir puntuacions de 5,9, 6,9 i 5,4 milions d'espectadors, respectivament. Mark Bould suggereix que una reacció decebedora de l'audiència i uns costos de producció elevats van fer que el cap de programes de la BBC cancel·lés la sèrie fins que els dàleks, introduïts al segon serial el desembre de 1963, van ser immediatament populars entre els espectadors.
El serial s'ha repetit dues vegades a la BBC: a BBC2 el novembre de 1981, com a part de la temporada de repetició The Five Faces of Doctor Who, aconseguint xifres d'audiència mitjanes de 4,3 milions d'espectadors; i a BBC Four com a part del 50è aniversari del programa el 21 de novembre de 2013, aconseguint una mitjana de 630.000 espectadors.

## Estrenes comercials

### Imprès
L'escriptor David Whitaker va ometre An Unearthly Child de la primera novel·la derivada, Doctor Who in an Exciting Adventure with the Daleks (més tard retitulada Doctor Who and the Daleks i Doctor Who – The Daleks), amb l'entrada d'Ian i Barbara al TARDIS liderant directament. en una adaptació de la segona sèrie televisiva, The Daleks. L'historiador James Chapman destaca això com un motiu pel qual, en una època abans del vídeo casolà, molta gent creia que la sèrie de Dalek era la primera història de Doctor Who perquè les novel·lacions publicades per Target Books eren "el més proper que tenien els fans als programes originals". Terrance Dicks va escriure la novel·lització Target d'aquesta història, publicada inicialment com a Doctor Who and an Unearthly Child el 15 d'octubre de 1981 amb una portada d'Andrew Skilleter. El llançament també va rebre diverses traduccions a tot el món.}} Una transcripció textual de la versió transmesa d'aquesta sèrie, editada per John McElroy i titulada The Tribe of Gum, va ser publicada per Titan Books el gener de 1988. Va ser el primer d'una sèrie prevista de llibres de guions de Doctor Who. El 1994, Jondar International Promotions va publicar una targeta telefònica amb un fotomuntatge de l'episodi.

### Mitjans domèstics
La història es va publicar originalment en VHS el 5 de febrer de 1990, amb una portada dissenyada per Alister Pearson. El pilot no emès es va estrenar com a part de The Hartnell Years el 3 de juny de 1991, i amb Doctor Who: The Edge of Destruction i Dr Who: The Pilot Episode l'1 de maig de 2000. Una versió remasteritzada de la sèrie també es va publicar en VHS el 4 de setembre de 2000; per al llançament en DVD el 30 de gener de 2006, la sèrie es va publicar com a part de Doctor Who: The Beginning juntament amb les dues sèries següents, amb diverses continguts especials, incloent comentaris d'àudio i esbossos de comèdia. També es va estrenar als Estats Units i al Canadà el 27 de maig de 2014 com a part del conjunt de Blu-ray d'An Adventure in Space and Time.
L'octubre de 2023, la BBC va anunciar que An Unearthly Child no estaria disponible al seu servei iPlayer el mes següent juntament amb altres episodis de Doctor Who, ja que no tenia tots els drets d'autor. El fill de Coburn, Stef Coburn, va afirmar que havia retirat els drets de llicència per desacords sobre la compensació. Stef Coburn havia sol·licitat anteriorment el reconeixement i la compensació pel treball del seu pare el 2013, però va dir que no volia retirar els drets de llicència en aquell moment. Des de llavors, ha criticat la direcció del programa, afirmant el 2023 que el seu pare estaria "indignat pel que han fet generacions de brutícia de la BBC cada cop més corruptes", en resposta a l'elecció dels actors Ncuti Gatwa i Jinkx Monsoon. Escenes amb diàlegs d'An Unearthly Child es van eliminar de la repetició del 2023 d'An Adventure in Space and Time, cosa que molts van atribuir als problemes de llicència.